# Château de Beauvoir (Évry)
Pour les articles homonymes, voir Château de Beauvoir.
Le château de Beauvoir est un château situé dans la commune d'Évry, en France.

## Situation
Le château est situé sur la commune d'Évry, sur la rive gauche de la Seine dans l'ancien pays traditionnel du Hurepoix, aujourd'hui département de l'Essonne, en région Île-de-France.

## Description
Le parc de 9 hectares est meublé de statues dont une bergère et une musicienne, d'un kiosque et d'un pavillon.
Le château est bâti en pierre de meulière et plâtre bâtard recouvert d'un enduit imitant la pierre. La toiture du bâtiment central est en ardoise et celle des deux ailes, en zinc. Ce n'est pas une terrasse. Les piliers droite et gauche de la grille d'entrée sont surmontés de lions, depuis la fin des années 1970. Auparavant, il y avait des dogues.